# Uwe Kamps
Uwe Kamps (ur. 12 czerwca 1964 w Düsseldorfie) – piłkarz niemiecki występujący na pozycji bramkarza.
W 1988 roku reprezentował Niemcy na igrzyskach olimpijskich w Seulu. Nigdy nie wystąpił w pierwszej reprezentacji. Całą karierę związany z Borussią Mönchengladbach, obecnie pracuje tam jako trener bramkarzy.

## Sukcesy
- Brązowy medal olimpijski: 1988
- Puchar Niemiec: 1995
- Najwyższa pozycja w lidze: 3 – 1984, 1987
- Awans do pierwszej ligi: 2001